# Ричардсон (лунный кратер)
Кратер Ричардсон (лат. Richardson), не путать с кратером Ричардсон на Марсе, — большой древний ударный кратер в северном полушарии обратной стороны Луны. Название присвоено в честь английского физика Оуэна Уилланса Ричардсона (1879—1959) и утверждено Международным астрономическим союзом в 1979 г. Образование кратера относится к донектарскому периоду.

## Описание кратера
Юго-восточная часть кратера Ричардсон перекрыта кратером Максвелл, южная часть которого в свою очередь перекрыта кратером Ломоносов. Другими ближайшими соседями кратера являются кратер Вестин на западе-северо-западе; огромный кратер Харкеби на севере; кратер Джордано Бруно на северо-востоке и кратер Сцилард на востоке-северо-востоке. На юго-востоке от кратера расположена цепочка кратеров Артамонова. Селенографические координаты центра кратера 30°56′ с. ш. 99°53′ в. д. / 30,93° с. ш. 99,89° в. д., диаметр 162,6 км, глубина 3,0 км.
Кратер значительно разрушен за длительное время своего существования и поскольку существенная его часть перекрыта кратером Максвелл имеет форму полумесяца. Вал сглажен, к северо-западной части вала примыкает сателлитный кратер Ричардсон W, к восточной - сателлитный кратер Ричардсон E. Дно чаши кратера сравнительно ровное, отмечено множеством мелких и маленьких кратеров. Чаша кратера и окружающая местность пересечены светлыми лучами от кратера Джордано Бруно.

## Сателлитные кратеры
| Ричардсон | Координаты                                              | Диаметр, км |
| --------- | ------------------------------------------------------- | ----------- |
| E         | 32°01′ с. ш. 103°37′ в. д. / 32,01° с. ш. 103,61° в. д. | 24,1        |
| W         | 33°35′ с. ш. 98°20′ в. д. / 33,59° с. ш. 98,34° в. д.   | 23,4        |